# Condor Flugdienst
Condor Flugdienst – niemiecka linia lotnicza z siedzibą w Neu-Isenburg, koło Frankfurtu nad Menem. Jest największą czarterową linią lotniczą w Niemczech. Głównym hubem jest port lotniczy Berlin Brandenburg.
Po bankructwie poprzedniego właściciela (tj. Thomas Cook Group) spółka została wyłączona z masy upadłościowej i wystawiona na sprzedaż. W styczniu 2020 ogłoszono, że zostanie przejęta przez Polską Grupę Lotniczą (właściciela PLL LOT). Transakcja miała zostać sfinalizowana do końca kwietnia tego samego roku, jednak 13 kwietnia 2020 PGL poinformowała o rezygnacji z zakupu.
W 2021 brytyjska firma inwestycyjna, Attestor Capital zainwestowała w linię lotniczą 450 mln euro, w tym 250 mln na wymianę i modernizację floty. W tym samym roku Komisja Europejska wyraziła zgodę na udzielenie przez rząd Niemiec pożyczki pomocowej w wysokości 525 mln euro.

## Historia
- 1955 – założenie spółki pod nazwą Deutsche Flugdienst GmbH
- 1961 – przejęcie przez Condor-Luftreederei i zmiana nazwy na Condor Flugdienst
- 1962 – pierwsze długodystansowe loty do Tajlandii, Sri Lanki i Kenii
- 1965 – pierwsze loty czarterowe
- 1969 – połączenie z linią Südflug
- 1991 – wprowadzenie w samolotach przewoźnika klasy business
- 2009 – przejęcie przez Thomas Cook Airlines
- 2019 – bankructwo Thomas Cook
- 2020 – niesfinalizowana próba przejęcia przez Polską Grupę Lotniczą, właściciela PLL LOT
- 2021 – przejęcie przez Attestor Capital

## Kabina

### Business Class
W 2014 wraz ze wzbogaceniem floty o Boeingi 767 Condor zmienił nazwę najwyższej klasy z „klasy komfortowej” na klasę biznesową. Klasa biznesowa oferowana jest na pokładach wszystkich samolotów Boeing 767. Siedzenia (Zodiac Aerospace) przekształcają się w leżące łóżka o długości 180 cm, a w trybie startowym mają standardową wysokość siedziska. Siedzenia wyposażone są w gniazda zasilania i gniazda USB oraz 15-calowy monitor z dostępem do rozrywki premium. Condor oferuje oddzielne punkty odpraw i saloniki dla pasażerów klasy biznesowej we wszystkich portach lotniczych do których Condor obsługuje długodystansowe loty.

### Premium Class
Condor prowadzi dwie różne klasy Premium. Wersja długodystansowa (oferowana na pokładach wszystkich samolotów Boeing 767) oferuje zwykłe miejsca klasy ekonomicznej z większym miejscem na nogi, większym pochyleniem i bezpłatnym dostępem do rozrywki premium. Klasy Premium Condor na krótkich i średnich trasach wylotowych są wyposażone w średnie siedzenia, a bilet obejmuje dodatkowe usługi i bezpłatne posiłki.

### Economy Class
Klasa ekonomiczna Condor jest oferowana we wszystkich samolotach Boeing 767. Wszystkie fotele mają 30-calowy (760 mm) fotel o szerokości 17 cali (430 mm). Siedzenia środkowe są nieco szersze – o 2 cale (51 mm) – niż siedzenia niedomiarowe.

## Flota
Według stanu na kwiecień 2025 flota Condor składała się z 67 samolotów o średnim wieku 11,5 lat:
| Samolot         | Samolot | Samolot   | Liczba miejsc | Liczba miejsc | Liczba miejsc | Liczba miejsc | Uwagi                                       |
| Model           | Aktywne | Zamówione | B             | P             | E             | Łącznie       | Uwagi                                       |
| --------------- | ------- | --------- | ------------- | ------------- | ------------- | ------------- | ------------------------------------------- |
| Airbus A319-100 | 2       | -         | -             | -             | 150           | 150           |                                             |
| Airbus A320-200 | 18      | 1         | -             | -             | 180           | 180           | Planowane wycofanie po dostarczeniu A320neo |
| Airbus A320neo  | 2       | 13        | -             | -             | 180           | 180           |                                             |
| Airbus A321-200 | 1       | -         | -             | -             | 212           | 212           | Planowane wycofanie po dostarczeniu A321neo |
| Airbus A321-200 | 2       | -         | -             | -             | 215           | 215           | Planowane wycofanie po dostarczeniu A321neo |
| Airbus A321-200 | 10      | -         | -             | -             | 220           | 220           | Planowane wycofanie po dostarczeniu A321neo |
| Airbus A321neo  | 6       | 26        | -             | -             | 233           | 233           |                                             |
| Airbus A330-900 | 18      | 3         | 30            | 64            | 216           | 310           | Planowane dostarczenie do końca 2027        |
| Boeing 757-300  | 8       | 43        | -             | -             | 275           | 275           | Planowane wycofanie po dostarczeniu A330    |
| Łącznie         | 67      | 86        |               |               |               |               |                                             |

## Wypadki lotnicze
- Lot Condor 3782